# Cardenius bivittatus
Cardenius bivittatus är en insektsart som beskrevs av Bolívar, I. 1911. Cardenius bivittatus ingår i släktet Cardenius och familjen gräshoppor. Inga underarter finns listade i Catalogue of Life.